# 2 Timoteo 2

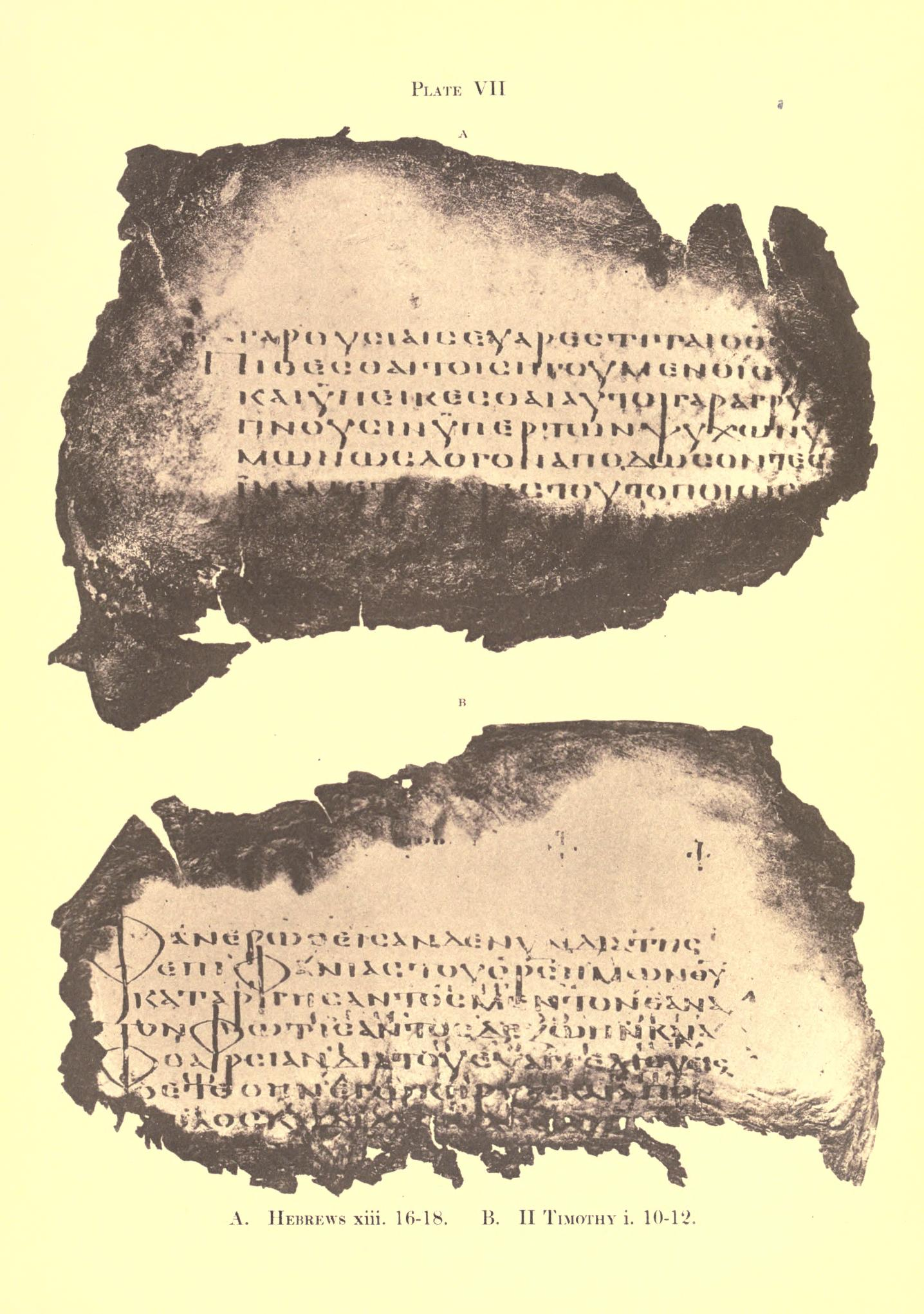
Parte de la Segunda Epístola a Timóteo en el Codex Freerianus

 2 Timoteo 2 es el segundo capítulo de la Segunda epístola a Timoteo, y se suele abreviar como «2 Tim. 2». que es uno de los veintisiete libros que conforman el Nuevo Testamento cristiano que forma un grupo homogéneo con la Primera epístola a Timoteo y la epístola a Tito. Así mismo, es una de las trece epístolas atribuidas, por la tradición, a Pablo de Tarso.
Su estilo y vocabulario son diferentes de los demás escritos paulinos por lo que la mayoría de los teólogos consideran que no fueron escritas por el apóstol Pablo o que no fue él mismo quien les dio su forma literaria, sino alguno de sus discípulos. Es probable que se encuentre entre las primeras de las cartas de Pablo, escritas probablemente a finales del año 52 d. C. Las catorce epístolas de Pablo de Tarso se dividen tradicionalmente en siete mayores y siete menores, en razón de su longitud e importancia.

## Manuscritos antiguos supervivientes
.

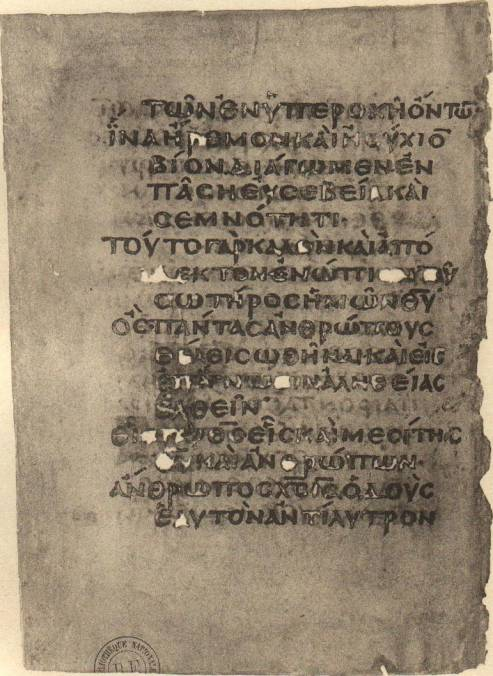
Fragmentos que muestran 1 Timoteo 2:2-6 en el Codex Coislinianus, de hacia 550 d. C.

El manuscrito original en griego koiné se ha perdido, y las texto de las copias supervivientes varían.
El primer escrito conocido de 1 Timoteo se ha encontrado en el Papiros de Oxirrinco 5259, designado P133, en 2017. Procede de una hoja de un códice datado en el siglo III (330-360). Otros manuscritos antiguos que contienen parte o la totalidad del texto de este libro son:
- Codex Alexandrinus (400-440)
- Codex Ephraemi Rescriptus (c. 450)
- Codex Freerianus (c. 450)
- Uncial 061 (c. 450)
- Codex Claromontanus (c. 550)
- Codex Coislinianus (c. 550)
- Uncial 0262 (siglo VII)[8]

## Contenido
- 1 Fidelidad y reciedumbre del Apóstol. Versículos 1-7
- 2 Jesucristo, modelo del Apóstol. Versículos 8-13
- 3 Evitar errores y discusiones inútiles. Versículos 14-21
- 4 Paciencia con los que yerran. Versículos 22-26

### Saludo. Versículos 1-7
1-Tú, pues, hijo mío, hazte fuerte con la gracia de Cristo Jesús, 
2-y lo que me has escuchado, garantizado por muchos testigos, confíalo a hombres fieles que, a su vez, sean capaces de enseñar a otros. 
3-Comparte conmigo el sufrimiento como un noble soldado de Cristo Jesús. 
4-Nadie, mientras sirve en el ejército, se entromete en asuntos civiles si quiere satisfacer a quien le reclutó. 
5-Y tampoco el atleta consigue el triunfo si no ha competido reglamentariamente. 
6-El agricultor que brega debe ser el primero en beneficiarse de los frutos. 
7-Entiende bien lo que digo, pues el Señor te dará talento para discernir todas las cosas.

#### Comentarios
La fidelidad siempre ha sido considerada una virtud imprescindible para quienes reciben la misión de vigilar. Por eso resulta especialmente necesaria para los obispos (epískopos, en griego, significa «vigilante»). Los «hombres fieles» a los que confiar lo recibido han de ser además «capaces de enseñar» (v. 2):.

¿De qué serviría al obispo ser fiel si no fuera capaz de trasmitir la fe a otros, o si, conformándose con no traicionar la fe, no supiera suscitarla en otros fieles? Son, pues, necesarias dos condiciones para formar a un doctor: que sea fiel y capaz de enseñar 

Recogiendo esta doctrina, el Concilio Vaticano II enseña: 

El Pastor y Obispo de nuestras almas constituyó su Iglesia de forma que el Pueblo que eligió y adquirió con su sangre debía tener sus sacerdotes siempre, y hasta el fin del mundo, para que los cristianos no estuvieran nunca como ovejas sin pastor. Conociendo los Apóstoles este deseo de Cristo, por inspiración del Espíritu Santo, pensaron que era obligación suya elegir ministros “capaces de enseñar a otros” (2 Tm 2,2). Oficio que ciertamente pertenece a la misión sacerdotal misma, por lo que el presbítero participa en verdad de la solicitud de toda la Iglesia para que no falten nunca operarios al Pueblo de Dios aquí en la tierra. Pero ya que hay una causa común entre el piloto de la nave y el navío…, enséñese a todo el pueblo cristiano que tiene obligación de cooperar de diversas maneras, por la oración perseverante y por otros medios que estén a su alcance, para que la Iglesia tenga siempre los sacerdotes necesarios en el cumplimiento de su misión divina.

El soldado, el atleta y el agricultor (vv. 3-7) son tres ejemplos de profesiones que exigen realizar a conciencia el trabajo, con disciplina, dedicación y esfuerzo, cualidades que se requieren también para llevar a cabo una verdadera tarea apostólica, en comunión con los pastores de la Iglesia. 

Prestad atención al obispo para que Dios os la preste a vosotros —aconseja San —. Yo doy la vida por los que se someten al obispo, a los presbíteros y a los diáconos: ¡ojalá pudiese tener parte con ellos en Dios! Siempre unidos, trabajad, luchad, corred, sufrid, dormid, despertad, como administradores, asistentes y servidores de Dios. Agradad a Aquel por el que militáis, del cual, además, recibís la paga. Que no encuentre entre vosotros ningún desertor. Vuestro bautismo permanezca como escudo, la fe como yelmo, el amor como lanza, la paciencia como armadura.

### Jesucristo, modelo del Apóstol. Versículos 8-13
8-Acuérdate de Jesucristo resucitado de entre los muertos, descendiente de David, como predico en mi evangelio, 
9-por el que estoy sufriendo hasta verme entre cadenas como un malhechor: ¡pero la palabra de Dios no está encadenada! 
10-Por eso, todo lo soporto por los elegidos, para que también ellos alcancen la salvación, que está en Cristo Jesús, junto con la gloria eterna. 
11-Podéis estar seguros: Si morimos con él, también viviremos con él; 
12-si perseveramos, también reinaremos con él; si lo negamos, también él nos negará; 
13-si no somos fieles, él permanece fiel, pues no puede negarse a sí mismo.

#### Comentarios
Los padecimientos de Pablo, encarcelado por predicar el Evangelio, son un título de gloria, pues en el martirio el discípulo se asemeja al Maestro. Por los méritos de Cristo se alcanza la salvación. Además, ninguna dificultad externa es obstáculo infranqueable para la difusión del Evangelio: «¡La palabra de Dios no está encadenada!» (v. 9). 

Así como no es posible atar un rayo de luz ni encerrarlo en el hogar, del mismo modo tampoco se puede hacer eso con la predicación de la palabra del Evangelio. Y lo que es mucho más: el maestro estaba en cadenas y la palabra andaba volando libre; aquél habitaba en la cárcel mientras que su doctrina, como con alas, discurría por todas las partes del orbe de la tierra.

El himno de los vv. 11-13 es un llamado a la fidelidad en medio de las dificultades, incluso hasta el martirio, destacando la unión del bautizado con Cristo en su muerte y resurrección. Este canto exalta la perseverancia cristiana, basada en la certeza de la fidelidad inquebrantable de Dios, quien "no puede negarse a sí mismo" (v. 13). Según Agustín de Hipona, esta imposibilidad no representa una limitación de la omnipotencia divina, sino la perfección de su naturaleza, ya que Dios es siempre fiel a su esencia y promesas.

Lo único que no puede el omnipotente es lo que no quiere. (…) Es imposible que la justicia quiera hacer lo que es injusto, o que la sabiduría quiera lo que es necio, o la verdad lo que es falso.

### Evitar errores y discusiones inútiles. Versículos 14-21
Frente a la sana doctrina, están las discusiones vanas y las conductas desordenadas. De ellas previene esta segunda sección de la carta.
Ante los errores y malentendidos, el texto subraya la firmeza de la Iglesia mediante la imagen de una construcción sólida (v. 19). En la antigüedad, era habitual colocar un "documento fundacional" junto a la primera piedra, especialmente en edificaciones religiosas, para destacar su origen y propósito. El Apóstol utiliza este simbolismo e imagina dos inscripciones clave. La primera, basada en Nm 16,5, enfatiza la elección divina y su cuidado hacia los fieles. La segunda, tomada de Is 26,13, resalta la exigencia de la santidad, una característica esencial de la Iglesia, que la distingue como comunidad consagrada a Dios.

Tú eres Santa, Iglesia, Madre mía, porque te fundó el Hijo de Dios, Santo: eres Santa, porque así lo dispuso el Padre, fuente de toda santidad; eres Santa, porque te asiste el Espíritu Santo, que mora en el alma de los fieles.

Así como en una casa hay utensilios para usos nobles y comunes (vv. 20-21), en la Iglesia hay personas con diferentes conductas, incluidas las menos dignas. No debe causar escándalo, sino motivar a orar por su conversión, pues todos están llamados a la santidad y a cumplir su misión realizando buenas obras en el lugar que les corresponde.

Cada uno de nosotros, los que estamos instruidos en la Palabra, somos servidores de cada una de las actividades que nos han sido prescritas según el Evangelio. En efecto, en la gran casa que es la Iglesia no sólo hay toda clase de vasos de oro y de plata, de madera y de barro, sino también toda clase de profesiones. La casa de Dios, que es la Iglesia del Dios vivo, tiene cazadores, viajeros, arquitectos, constructores, agricultores, pastores, atletas, soldados.

### Paciencia con los que yerran. Versículos 22-26
22-Huye de las pasiones juveniles y sigue en cambio la senda de la justicia, la fe, la caridad y la paz con los que invocan al Señor con corazón limpio. 
23-Evita las discusiones necias e insustanciales, pues ya se sabe que degeneran en peleas. 
24-Y no es propio de uno que sirve al Señor pelearse, sino ser amable con todos, hábil para enseñar, paciente, 
25-que corrija con mansedumbre a los que disienten, por si Dios les da un arrepentimiento que les lleve a reconocer la verdad 
26-y a recobrar el sentido, escapando de los lazos del diablo, que los mantiene cautivos y sometidos a su voluntad.

#### Comentarios
Es ésta una llamada a la paciencia y serenidad frente al error, para buscar el arrepentimiento y la rectificación. 

Que el superior no haga las reprensiones a los que han faltado cuando está emocionalmente alterado —aconseja San Basilio—. En efecto, censurar al hermano con indignación e ira no es liberarlo del pecado, sino echarle más faltas encima. Por eso dice la Escritura: que corrija con mansedumbre a los que disienten. Y ni aunque alguno lo desprecie deberá ponerse violento, mas cuando vea que el otro es el despreciado, mostrará la mansedumbre con el pecador, pero se indignará entonces con el mal cometido.

Hay que evitar la ruptura, que conlleva el riesgo de la pérdida definitiva de algunos miembros de la Iglesia. 

Si un hombre se extravía de la correcta fe, ¡cuánta diligencia, cuánta perseverancia y paciencia no necesita el pastor de las almas! Porque no se trata aquí de arrastrar por la fuerza ni de obligarle por el temor, sino de atraerle por la persuasión nuevamente a la verdad, de la que en hora mala se apartara. Alma ciertamente generosa se requiere para no desalentarse, para no desesperar de la salvación de los extraviados, para tener siempre delante y repetirse aquello del Apóstol: por si Dios les da un arrepentimiento que les lleve a reconocer la verdad y escapen de los lazos del diablo.